# Olivier Clément
Pour les articles homonymes, voir Clément.
Olivier Clément, né le 17 novembre 1921 à Aniane et mort à Paris le 15 janvier 2009, est un historien, écrivain, poète et théologien orthodoxe français. 
Professeur au lycée Louis-le-Grand et à l’Institut Saint-Serge, homme de dialogue, d'ouverture et de tolérance, questionnant la modernité, porte-parole d'une orthodoxie ouverte au monde et au dialogue œcuménique, il est l'auteur d'une trentaine d'ouvrages et de très nombreux articles.

## Biographie
Issu d’une famille cévenole, qu'il décrit comme étant « déchristianisée », bien que sa mère Émilie fréquentât chaque dimanche le culte réformé, Maurice Olivier Clément raconte son enfance, sa quête spirituelle et sa conversion dans un essai autobiographique, L'Autre Soleil (Stock, 1986),. 
Agrégé d'histoire, il enseigne  en classes préparatoires au lycée Louis-le-Grand à Paris.
Il se convertit à l'âge de trente ans après une longue recherche dans l'athéisme et les diverses spiritualités orientales. Il découvre, sous l’influence de la lecture de Nicolas Berdiaev et de Vladimir Lossky, dont il devient l'élève et l'ami, la pensée des Pères chrétiens d’Orient et reçoit le baptême dans l'Église orthodoxe, au sein de la paroisse Saint-Irénée à Paris, rattachée à l'Église catholique orthodoxe de France, en 1951, des mains d'Eugraphe Kovalevsky.
Devenu professeur à l’ Institut Saint-Serge, il est l'un des témoins les plus estimés et les plus féconds de l'Orthodoxie en Occident,.
Il est l'auteur d’une œuvre comprenant une trentaine d'ouvrages consacrés à la théologie, l’histoire de l’église, la spiritualité, et à la rencontre de l'Orthodoxie, du christianisme occidental, des religions non chrétiennes et de la modernité. Il rédige notamment le Que sais-je ? sur l'Église Orthodoxe. Il dirige la rédaction de la revue de théologie Contacts à partir de 1959 . Olivier Clément est docteur honoris causa de l'Institut de théologie de Bucarest et de l'université catholique de Louvain ainsi que de l’université du Sacré-Cœur (en) de Fairfield (Connecticut).
En parallèle à son activité d'enseignement, Olivier Clément s'engage dans la vie de l'Église orthodoxe en France. Il a attiré un large public à l'intérieur et à l'extérieur de la communauté orthodoxe, de nombreuses personnes trouvant une fraîcheur et une simplicité dans sa perception de la vérité chrétienne.

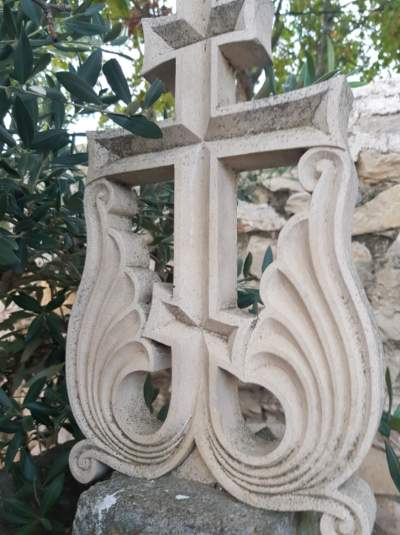
Croix sur la tombe d'Olivier Clément, au cimetière de Marsillargues.

Parmi les théologiens orthodoxes contemporains, il est celui qui, sans doute, a su se montrer le plus attentif aux interrogations de la modernité auxquelles il a cherché à répondre à travers une réflexion puissante et poétique, à la fois enracinée dans la Tradition de l'Église, mais en même temps créatrice et rénovatrice. Olivier Clément a été l'interlocuteur de plusieurs grands spirituels de son temps — le Patriarche Athénagoras,, le pape Jean-Paul II, le prêtre et théologien roumain Dumitru Staniloaë, l'archimandrite Sophrony du monastère de Maldon (Grande-Bretagne), Roger Schütz de Taizé, Andrea Riccardi, fondateur de la communauté Sant'Egidio —, avec lesquels il noue des relations de confiance et d'amitié,.
Ainsi, en 1998, il se voit confier par Jean-Paul II la rédaction des méditations que le pape devait lire cette année lors de la célébration du chemin de croix du vendredi saint au Colisée.
En 2000, il se montre critique par rapport à la déclaration romaine Dominus Iesus.
Établi à Paris, il y meurt le 15 janvier 2009,,,,,, ; il est inhumé au cimetière de Marsillargues.

### Vie personnelle
Marié trois fois, en dernier lieu avec Monique Jouanne, il a eu six enfants, dont deux avec cette dernière : la philologue Sophie Stavrou (elle-même épouse du théologien Michel Stavrou) et le chirurgien Denys Clément.

## Œuvres
- Transfigurer le temps : Notes sur le temps à la lumière de la tradition orthodoxe, Paris-Neuchâtel, Delachaux et Niestlé, 1959, 224 p.
- Qu’est-ce que l’Église orthodoxe : L’Église orthodoxe en France, juridictions, instituts, églises et chapelles. Bibliographie sommaire orthodoxe, Périgueux, Centre œcuménique Enotikon, 1961, 40 p.
- L’Église orthodoxe, Paris, Presses universitaires de France, coll. « Que sais-je ? no 949 », 1961 (réimpr. 1965, 1985, 1991, 1995, 1988, 2002), 128 p. (ISBN 2-13-053042-7).
- Byzance et le Christianisme, Paris, Presses universitaires de France, coll. « Mythes et religions no 49 », 1964, 124 p. (OCLC 1508698)[22].
- L’Essor du christianisme oriental, Paris, Presses universitaires de France, coll. « Mythes et religions », 1964, 124 p., chap. 50[23].
- Dialogues avec le Patriarche Athénagoras, Paris, A. Fayard, 1969 (réimpr. 1976), 589 p. (ISBN 2-213-00344-0)[24].
- Questions sur l’homme…, Stock, coll. « Questions », Paris, 1972, 221 p. ; réédition : Anne Sigier, Québec, 7 décembre 1989 (ISBN 978-2-89129-072-2).

- Prix Montyon 1973 de l’Académie française.
- L’Esprit de Soljénitsyne, Paris, Stock, coll. « Le Monde ouvert », 1974, 384 p. (ISBN 2-234-00040-8)
- « Soljénitsyne ou l'avènement de la conscience », Revue théologique de Louvain, vol. 5ᵉ année, no 1,‎ 1974, p. 47-54. (lire en ligne)
- L’Autre Soleil : autobiographie spirituelle, Paris, Stock, 1975 (réimpr. 1986), 175 p. (ISBN 2-234-00467-5).
- Le Visage intérieur, Paris, Stock, 1978 (réimpr. 2001), 275 p. (ISBN 978-2-234-00801-4); réédition aux Éditions Salvator, Paris, 277 p., 2017,  (ISBN 978-2-7067-1509-9).
- En collaboration avec Stan Rougier : La Révolte de l’Esprit : Repères pour la situation spirituelle d’aujourd'hui, Paris, Éditions Stock, coll. « Le Monde ouvert », 4 avril 1979, 439 p. (ISBN 978-2-234-01047-5).
- Le Chant des larmes : Essai sur le repentir, (suivi de la) traduction du poème sur le repentir par saint André de Crète, Paris, Éditions Desclée de Brouwer, coll. « Théophanie, Essais », 1982, 198 p. (ISBN 2-220-02402-4).
- Sources : Les mystiques chrétiens des origines, Stock, Paris, 1982 (réimpr. 1992), 345 p.  (ISBN 2-234-01565-0 et 2-234-02468-4) ; réédition : Desclée de Brouwer, 3 janvier 2008, 455 p.  (ISBN 978-2-220-05869-6).
- Orient-Occident : Deux passeurs, Vladimir Lossky et Paul Evdokimov, Genève, Labor et Fides, coll. « Perspective orthodoxe no 6 », 1er juin 1985, 212 p. (ISBN 978-2-8309-0037-8, lire en ligne).
- Les Visionnaires : Essai sur le dépassement du nihilisme, Paris, Éditions Desclée de Brouwer, coll. « Connivence », 1er avril 1986, 264 p. (ISBN 978-2-220-02605-3).
- « Le suicide », Autres Temps. Les cahiers du christianisme social, no 20,‎ 1988, p. 37-42. (lire en ligne)
- Notre Père, Paris, éditions du Moustier, 1988, 54 p. (ISBN 978-2-87217-003-6).
- Avec Mohamed Talbi Un respect têtu : Islam et christianisme, Paris, Nouvelle cité, coll. « Rencontres », 1989, 311 p. (ISBN 978-2-85313-188-9).
- Avec Alexandre Schmemann : Le Mystère pascal : commentaires liturgiques (trad. de l'anglais), Bégrolles-en-Mauges, Abbaye de Bellefontaine, coll. « spiritualité orientale no 16 », 1989, 77 p. (ISBN 2-85589-016-0).
- Le Christ, Terre des vivants, Bégrolles-en-Mauges, Abbaye de Bellefontaine, coll. « spiritualité orientale no 17 », 1990, 171 p. (ISBN 2-85589-017-9).
- Berdiaev : un philosophe russe en France, Paris, Desclée de Brouwer, 1991, 241 p. (ISBN 2-220-03236-1).
- Taizé, un sens à la vie, Paris, Bayard éd.-Centurion, 1997, 110 p. (ISBN 2-227-43653-0).
- Anachroniques, Paris, Éditions Desclée de Brouwe, 23 mars 1990, 363 p. (ISBN 978-2-220-03135-4).
- Trois prières : Le Notre Père, la prière au Saint-Esprit, la prière de saint Éphrem, Paris, Éditions Desclée de Brouwer, 9 novembre 1993, 98 p. (ISBN 978-2-220-03444-7).
- Corps de mort et Corps de gloire : petite introduction à une théopoétique du corps, Paris, Éditions Desclée de Brouwer, 1995, 139 p. (ISBN 2-220-03671-5).
- Sillons de Lumière, Cerf, Paris et Fates, Troyes, 1990, 128 p.  (ISBN 978-2-204-07152-9) et  (ISBN 978-2-909452-29-6).
- L’Œil de feu : Deux visions spirituelles du cosmos, Fontfroide-le Haut, Fata Morgana, coll. « Hermès no 5 », 1994, 104 p. (ISBN 978-2-85194-371-2) ; réédition aux Éditions de Corlevour, 2013,  (ISBN 978-2-915831-69-6).
- Rome, autrement : Une réflexion orthodoxe sur la papauté, Paris, Éditions Desclée de Brouwer, 7 octobre 1995, 128 p. (ISBN 978-2-220-03914-5).
- La vérité vous rendra libre : Entretiens avec le patriarche œcuménique Bartholomée Ier, J.-C. Lattès et Desclée de Brouwer, Paris, 1996, 358 p.  (ISBN 978-2-7096-1643-0 et 978-2-220-03894-0) ; réédition : Marabout, coll. « Savoir pratique no 3656 », Paris, 1999  (ISBN 978-2-501-03151-6).
- Le Chemin de Croix à Rome : "via crucis", 1998, Paris, Éditions Desclée de Brouwer, 1998, 93 p. (ISBN 2-220-04252-9).
- Christ est ressuscité : propos sur les fêtes chrétiennes, Paris, Éditions Desclée de Brouwer, 1998, 93 p. (ISBN 2-220-04252-9).
- Mémoires d’espérance : Entretiens avec Jean-Claude Noyer, Paris, Éditions Desclée de Brouwer, 12 novembre 2003, 234 p. (ISBN 978-2-220-05128-4).
- Déracine-toi et plante-toi dans la mer, Québec, Anne Sigier, 19 octobre 2004, 102 p. (ISBN 978-2-89129-308-2).
- Espace infini de liberté : Le Saint-Esprit et Marie « Théotokos », Québec, Anne Sigier, 17 mai 2005, 130 p. (ISBN 978-2-89129-476-8).
- Le Pèlerin immobile : poésie, Québec, Anne Sigier, 13 août 2006, 66 p. (ISBN 978-2-89129-509-3).
- Petite Boussole spirituelle pour notre temps, Paris, Éditions Desclée de Brouwer, coll. « Sources », 26 août 2008, 135 p. (ISBN 978-2-220-05992-1).
- Une saison en littérature, Paris, Éditions Desclée de Brouwer, 2013, 135 p. (ISBN 978-2-220-06511-3).
- Joie de la Résurrection : variations autour de Pâques, Paris, Salvator, 2015, 138 p. (ISBN 978-2-7067-1227-2).